# Bolitoglossa peruviana
Bolitoglossa peruviana е вид земноводно от семейство Plethodontidae. Видът не е застрашен от изчезване.

## Разпространение
Разпространен е в Еквадор и Перу.